# محمد أحمد الرشيد (سياسي كويتي)
محمد أحمد الرشيد (1920 - 15 مايو 2010)، نائب سابق في مجلس الأمة الكويتي. هو والد وزير الإعلام بين عامي 2005 و 2006 أنس الرشيد، ووالد عبد المحسن محمد الرشيد - مدير العلاقات العامة في بنك الكويت الوطني وهو أخ مؤرخ الكويت عبد العزيز الرشيد، وهو أول من قدم استجواب في تاريخ الحياة البرلمانية الكويتية.

## بداياته
درس عند الملا زكريا الأنصاري في مدرسته الأهلية وتعلم القراءة على يديه، ثم انتقل بعدها إلى المدرسة الأحمدية، وعمل في بداياته في مهنة الغوص والسفر حتى عام 1945، مارس التجارة في الخمسينات وكان لديه محلا تجاريا في السوق القديم لمدة سبعة سنوات.

## مشاركاته المجتمعية
شارك في تأسيس جمعية الشامية التعاونية وجمعية الشويخ التعاونية في عام 1962.

## مشاركاته في البرلمان
شارك في انتخابات المجلس التأسيسي ولم ينجح.
شارك في انتخابات مجلس الأمة الكويتي 1963 في الدائرة الثانية، وحصل على المركز الخامس بـ192 صوت وفاز بالانتخابات وقد قام بأول استجواب في تاريخ الحياة البرلمانية الكويتية إلى وزير الشؤون عبد الله مشاري الروضان، وشارك في انتخابات مجلس الأمة الكويتي 1967 في الدائرة الثانية وحصل على المركز التاسع بـ213 صوت وخسر بالانتخابات، وشارك في انتخابات مجلس الأمة الكويتي 1971 في الدائرة السادسة وحصل على المركز الثاني بـ727 صوت وفاز بالانتخابات، وشارك في انتخابات مجلس الأمة الكويتي 1975 في الدائرة السادسة وحصل على المركز الرابع بـ622 صوت وفاز بالانتخابات، وشارك في انتخابات مجلس الأمة الكويتي 1981 في الدائرة الثانية وحصل على المركز الأول بـ338 صوت وفاز بالانتخابات.

## حياته العائلية
متزوج ولديه خمسة أولاد وعشرة بنات، والأولاد هم أحمد ومعن وأنس الرشيد وعبد المحسن وعبد الوهاب.